# Woinowitz

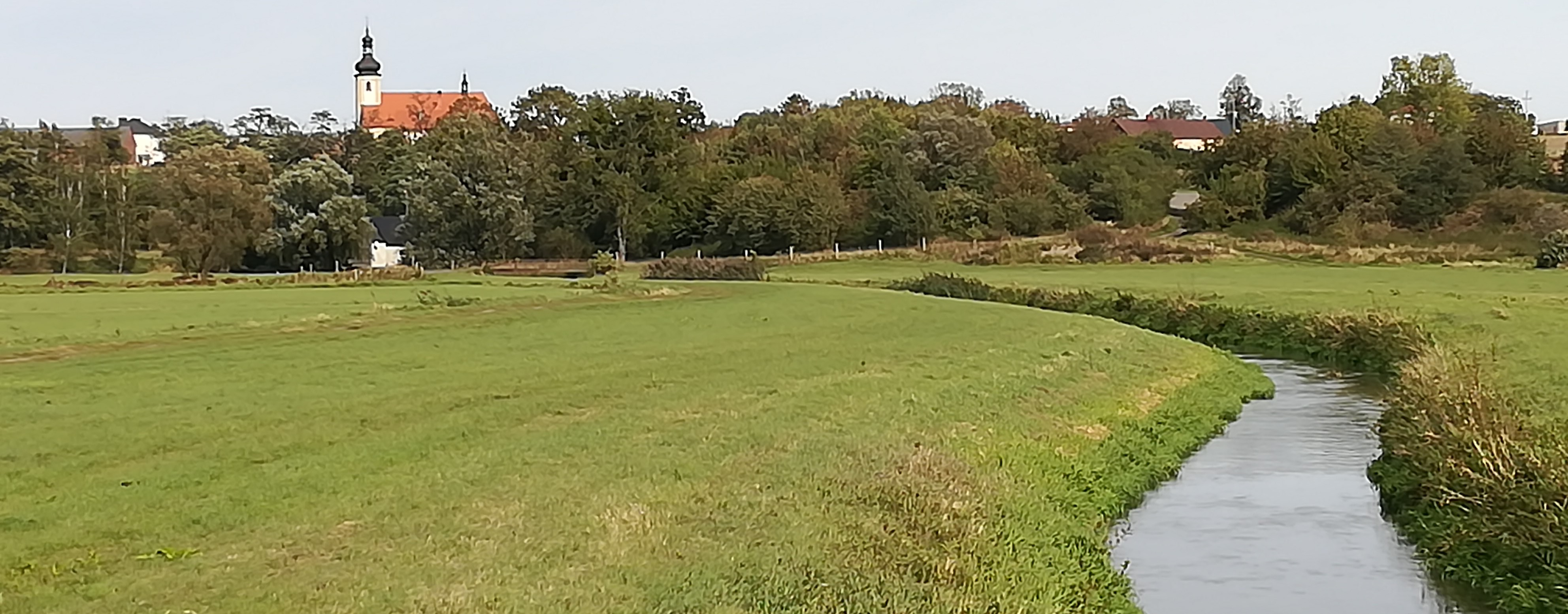
Woinowitz und der Fluss Zinna

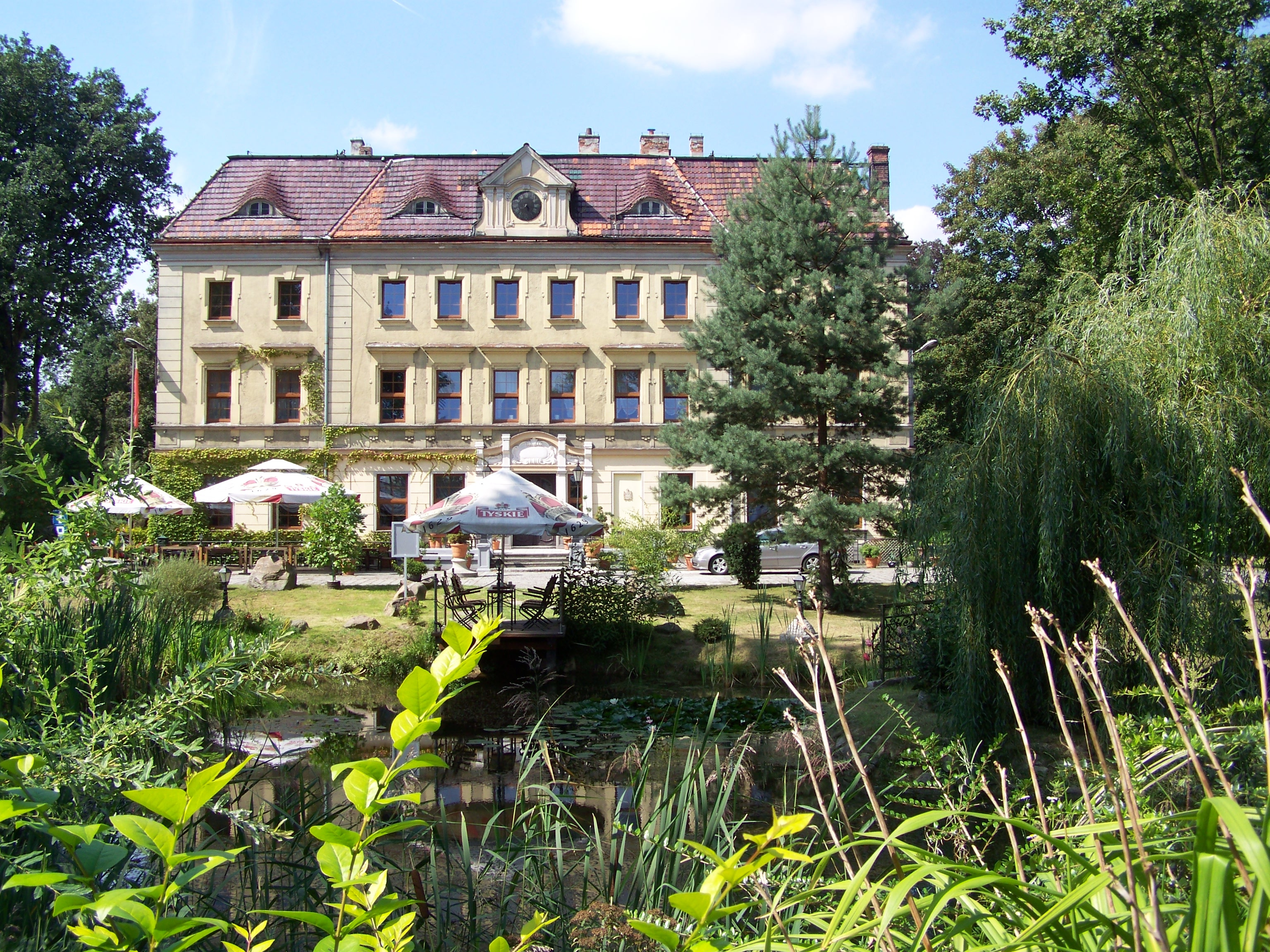
Schloss Woinowitz

Woinowitz (1936–1945 Weihendorf), polnisch Wojnowice ist ein Dorf in der Stadt- und Landgemeinde Kranowitz im Powiat Raciborski der Woiwodschaft Schlesien in Polen.

## Geografie
Woinowitz liegt viereinhalb Kilometer nordöstlich von Kranowitz und fünfeinhalb Kilometer südwestlich von Racibórz (Ratibor), nahe der Landesgrenze zu Tschechien, die rund sechs Kilometer südlich verläuft. Etwa einen Kilometer nordwestlich des Dorfes mündet die Troja in die Zinna.

## Geschichte
Die erste urkundliche Erwähnung des Dorfes Woinowitz, das zum Herzogtum Ratibor gehörte, erfolgte durch das Ratiborer Dominikanerinnenkloster im Jahre 1370, das schon damals über eine Kirche und Parochie verfügt haben soll. 1416 wurde es in der Schreibweise Woynowicz erwähnt.
Im Laufe der Jahrhunderte gehörte Woinowitz verschiedenen Adligen, bis sich die Dorfbewohner im Jahre 1796 zusammen mit Bojanow und Lekartow für 191.000 Taler loskauften. Da das Geld jedoch geliehen worden war und später nicht zurückgezahlt werden konnte, fiel es nach einer Versteigerung wieder zurück an den ehemaligen Besitzer.
Nach dem Ersten Schlesischen Krieg 1742 fiel Woinowitz mit dem größten Teil Schlesiens an Preußen; 1816 wurde es dem Landkreis Ratibor eingegliedert.
Bei der Volksabstimmung in Oberschlesien am 20. März 1921 stimmten in Woinowitz 511 Personen (76,0 %) für den Verbleib bei Deutschland und 161 für die Angliederung an Polen. Woinowitz verblieb beim Deutschen Reich.
Ab 1933 führten die Nationalsozialisten groß angelegte Umbenennungen von Ortsnamen slawischen Ursprungs durch. 1936 wurde Woinowitz in Weihendorf O.S. umbenannt.
Nach dem Zweiten Weltkrieg kam das Dorf 1945, um das im Frühjahr 1945 heftig gekämpft wurde, als Wojnowice unter polnische Verwaltung.
Heute gehört Woinowitz, das an zwei von Ratibor ausgehenden Bahnstrecken liegt, wobei die eine Richtung Troppau stillgelegt ist und die andere Richtung Groß-Peterwitz und weiter über Bauerwitz, Leobschütz und Deutsch-Rasselwitz nur noch sporadisch im Güterverkehr betrieben wird, der Gemeinde Kranowitz an, die die Gemeinde mit der anteilsmäßig größten Deutschen Minderheit in der Woiwodschaft Schlesien ist. Im Jahre 2008 wurden zusätzliche amtliche Ortsnamen in deutscher Sprache eingeführt, wobei die Anerkennung des amtlichen Ortsnamens Woinowitz durch das Innenministerium noch aussteht, da die Gemeinde bei der Antragstellung den Ortsnamen fehlerhaft als Wojnowitz angegeben hatte.

## Sehenswürdigkeiten

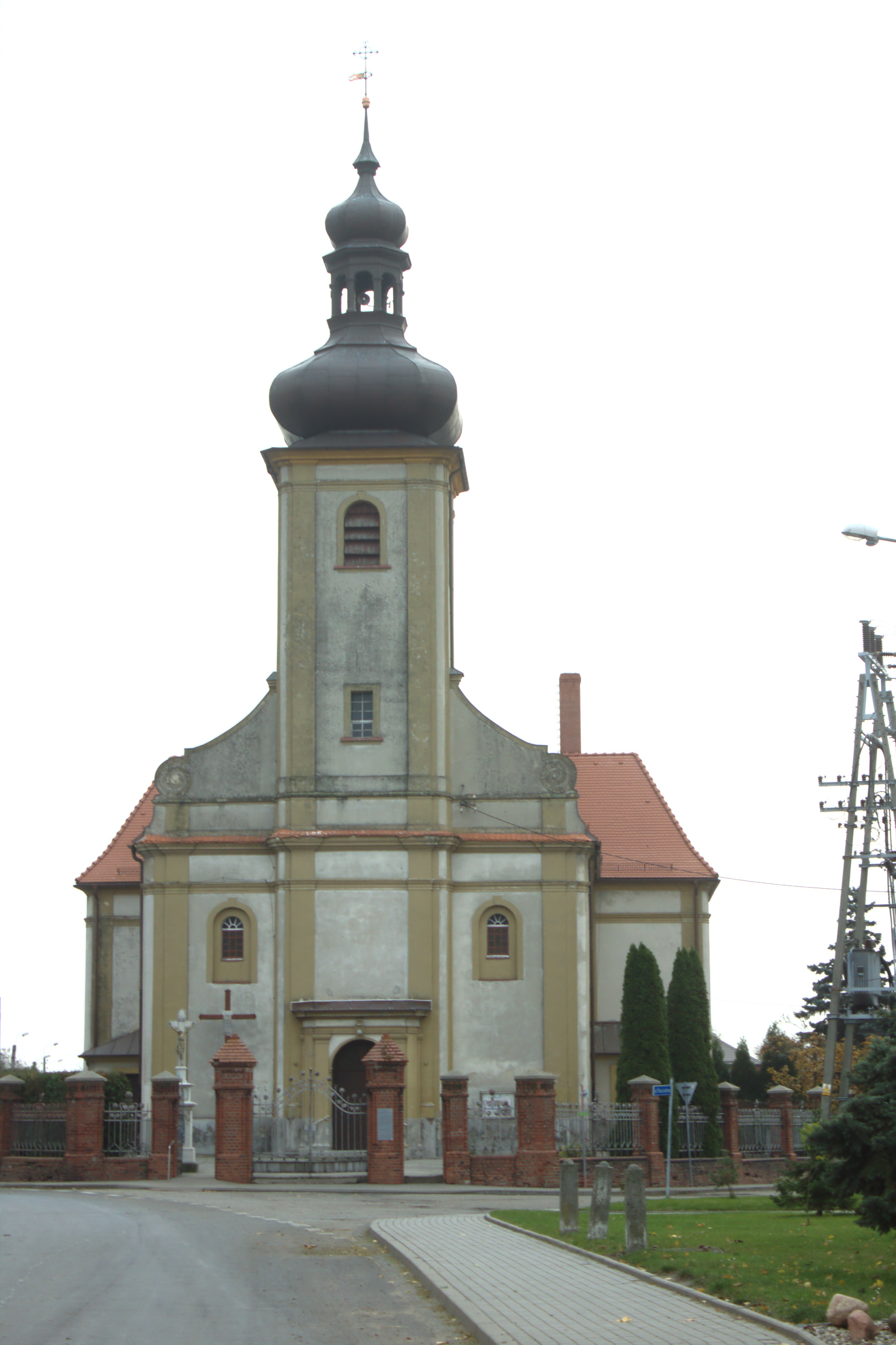
Woinowitzer Pfarrkirche

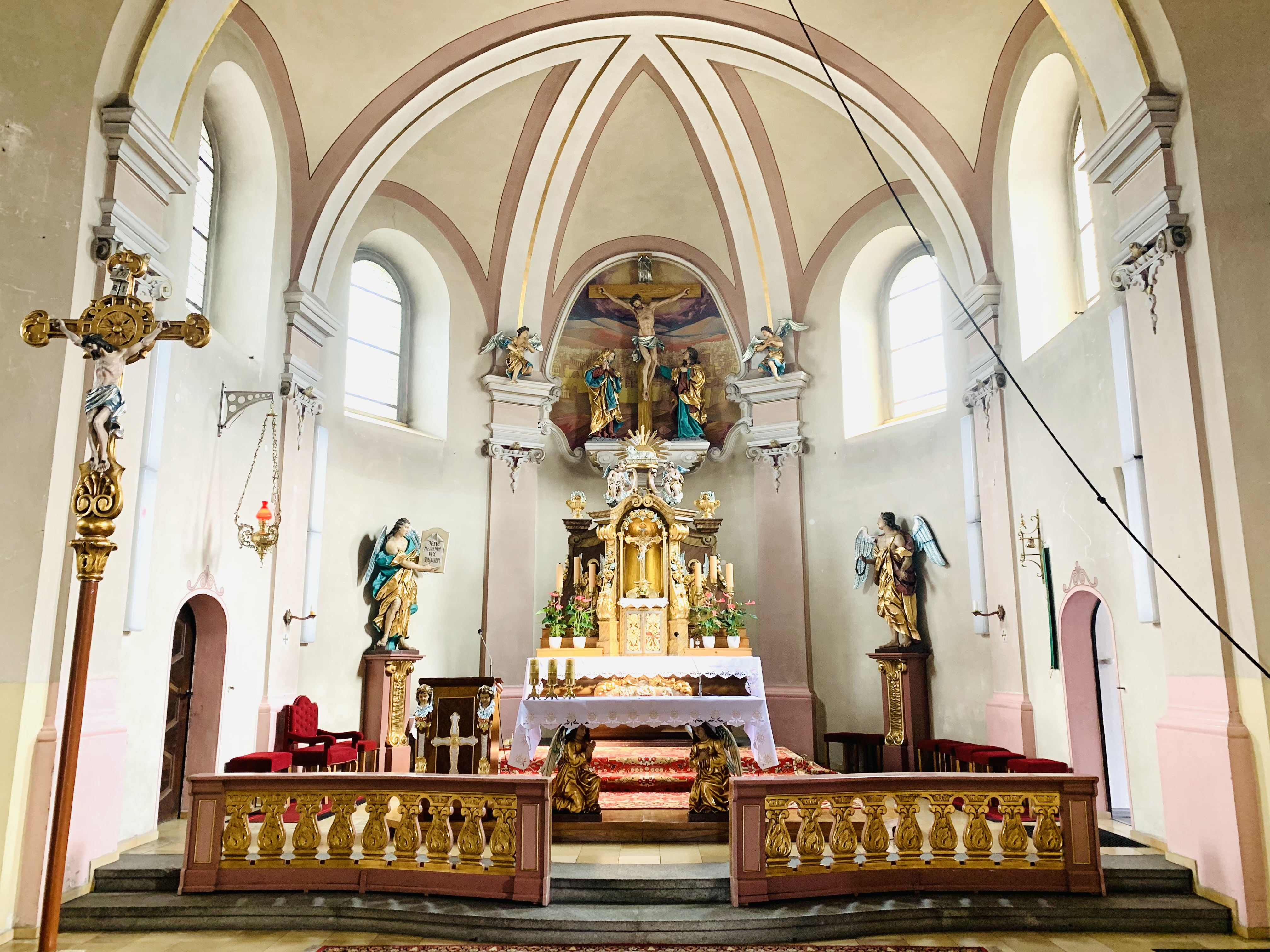
Chorraum der Kirche

- Römisch-katholische Pfarrkirche mit dem Patrozinium der Kreuzerhöhung, errichtet 1793/1794. Baumeister war Franz Bolko und Zimmermeister Franz Hubner. 1931 wurde die Kirche um ein Querhaus und einen neuen Chor erweitert. Zum barocken Ursprungsbau gehören zwei Joche des Langhauses und die Hauptfassade mit dem Frontturm und Zwiebelhaube. Die Kirche steht unter Denkmalschutz.
- Schloss Wojnowice ist ein dreistöckiger Bau mit klassizistischen und neobarocken Elementen. 1828 wurde vom Breslauer Arzt Carl Johann Christian Kuh zunächst ein kleineres Herrenhaus erbaut. Ende des 19. Jahrhunderts kaufte Heinrich Friedrich August von Banck, Rittmeister im Kürassierregiment von Seydlitz, ließ das Gebäude zum  Schloss umbauen. Die Hauptfassage besteht aus einem sechsachsigen Mittelteil und zwei jeweils zweiachsigen Seitenflügeln. Das Gebäude hat einen U-förmigen Grundriss. Besitzer war von 1875 bis 1945 die Familie von Banck. Das Schloss ist von einem Park umgeben, der ebenfalls unter Denkmalschutz steht, hier findet man große Rotbuchen, Roteichen, Erlen, Schwarz-Birken und Kastanien, sowie einen kaukasischen Flügelnussbaum.[4]
- Das Wohnhaus in der Ul. Józefa Rostka 28 steht seit 1. März 2023 unter Denkmalschutz.

## Einwohnerentwicklung
Die Einwohnerzahlen Woinowitz’:
| Jahr | Einwohner |
| ---- | --------- |
| 1822 | 464       |
| 1830 | 490       |
| 1844 | 582       |
| 1855 | 603       |

| Jahr | Einwohner |
| ---- | --------- |
| 1861 | 657       |
| 1910 | 1130      |
| 1933 | 1509      |
| 1939 | 1419      |

## Söhne und Töchter des Ortes
- Otto Paul Wilhelm Höhne (1895–1969), Generalmajor
- Roman Chwalek (1898–1974), Minister für Arbeit der DDR